# لادیسلاف اسمولیاک
لادیسلاف اسمولیاک (چکی: Ladislav Smoljak؛ ‏ ۹ دسامبر ۱۹۳۱ – ۶ ژوئن ۲۰۱۰) یک هنرپیشه، کارگردان فیلم، فیلم‌نامه‌نویس و نویسنده اهل جمهوری چک بود.
از فیلم‌ها یا برنامه‌های تلویزیونی که وی در آن نقش داشته‌است می‌توان به کلیا و گوی آذرخش اشاره کرد.